# Ward (Colorado)
Pour les articles homonymes, voir Ward.
Ward est une ville américaine située dans le comté de Boulder dans le Colorado.
La ville doit son nom au mineur local Calvin N. Ward.

## Démographie
| 1890 | 1900 | 1910 | 1920 | 1930 | 1940 |
| ---- | ---- | ---- | ---- | ---- | ---- |
| 424  | 300  | 129  | 74   | 34   | 118  |

| 1950 | 1960 | 1970 | 1980 | 1990 | 2000 |
| ---- | ---- | ---- | ---- | ---- | ---- |
| 10   | 9    | 32   | 129  | 159  | 169  |

| 2010 | - | - | - | - | - |
| ---- | - | - | - | - | - |
| 150  | - | - | - | - | - |

Selon le recensement de 2010, Ward compte 150 habitants. La municipalité s'étend sur 0,57 milles carrés (1,48 km2).